# Centro Cultural Matarazzo
O Centro Cultural Matarazzo é um complexo integrante da Secretaria Municipal de Cultura da cidade brasileira de Presidente Prudente, fundado em 2007.

## História
O Centro foi construído na antiga Indústrias Reunidas Fábricas Matarazzo localizado na zona leste da cidade. O prédio estava em poder do INSS por conta de impostos devidos pelas indústrias Matarazzo. Por conta de sua enorme estrutura e de seu avançado estado de deterioração, ninguém nunca se propôs a comprar o edifício. O custo da compra e da reforma tornava tudo muito proibitivo. A prefeitura de Presidente Prudente já tinha tentado adquirir a construção em anos passados, mas a negociação nunca tinha dado certo. Porém, no ano de 2007, foi feita uma oferta pelo complexo e a mesma foi aceita. Depois de concretizar a compra foi aberta uma licitação para reforma do prédio. O objetivo era a construção de um grande centro cultural para agregar toda a produção artística da cidade.
O complexo conta com a Secretaria de Cultura da cidade, a Escola Municipal de Artes Profª Jupyra Cunha Marcondes, um teatro, um auditório, cinema, galeria de arte, ateliês e salas multiuso.